# Konah
Konah est une ville et une sous-préfecture de Guinée, rattachée à la préfecture de Tougué et la région de Labé. 

## Population
En 2016, le nombre d'habitants est estimé à 14 631, à partir d'une extrapolation officielle du recensement de 2014 qui en avait dénombré 13 680.